# 夏目ここな
夏目 ここな（なつめ ここな、2003年9月6日 - ）は、日本の女性声優。埼玉県出身。ミュージックレイン所属。

## 略歴

### オーディションを受けるまでの経緯
自身の姉の影響から声優業を志す。小学4年生の頃に「お姉ちゃんが声優を目指すなら、私も」と最初に思ったことがきっかけでもあるという。また、この当時は「プリキュアシリーズ」をよく見ており、シリーズの中でも『ふたりはプリキュア』が印象深い作品に挙げており、その他に『それいけ!アンパンマン』が好きでもあったことから、アニメに馴染み深い環境であり、それを機に声優への憧れも膨らんだという。
両親からも芸能事務所を勧められ、声優に限らず様々なオーディションを受けていた。当初は乗り気でなかったが、審査を経験するうちに芸能の仕事に興味を持つようになった。小学生ではクラブ、中学生では部活で演劇を行い、これも母の勧めによるものだった。家族は芸能活動に寛容で、父はバンド、母は吹奏楽の経験があった。ミュージックレインのオーディションでは、うぐいすのモノマネを披露するなど自信を持って臨み、合格通知を受けた際は家族で祝った。オーディションでは「絶対受かってやる」という強い気持ちで臨み、2次審査や3次審査の通知を受けた際も「そうだよね！」という気持ちがあったと語る。

### 声優を志したきっかけ・オーディション
ミュージックレインのオーディションを母が見つけてくれたことから、そのオーディションを受けた。過去に受けていたオーディションの経験において、「こういうことは聞かれるだろう」といった対策をしており、2次審査で上手くいかなかったところを何度も練習し3次審査に臨み、最終的に合格した。
2025年5月5日、ミュージックレイン3期生の相川奏多、橘美來、宮沢小春、日向もかと共に、声優ユニット「DayRe:」としてデビューすることが発表された。

### 将来の展望
小さい子から大人まで、年齢を問わず幅広い世代に知ってもらえる声優になりたいと語っている。

## 人物

### 人物評[7]
- 同期メンバーからは多面性を持つ人物として「カメレオン担当」と評されており、その場に必要な役割や足りない部分を補う能力に長けている。
- 時にはギャルのような一面を見せる一方で、人見知りの側面も併せ持つという二面性を有している。特に「ママ担当」としての一面が強く、年下でありながら母性に溢れ、メンバーの身の回りの世話を積極的に行う。
- 血糖値の変動に悩む宮沢小春に対してチョコレートを差し出したり、アイロンを持参してメンバーの衣装のしわを伸ばしたり、ボタンの修繕を行うなど、細やかな気配りを示している。
- 料理が得意で、手作りお菓子をメンバーに振る舞うなど家庭的な一面も持つ。また、筋力トレーニングを趣味としており、「筋肉担当」とも称されるが、本人は「バキバキではない」と謙遜している。

### 趣味・特技
趣味として、料理を挙げており、中でも菓子作りを挙げている。また、特技として口笛を挙げており、自身の中では一番得意なものであるという。
愛称は正式にまだ決まっていないようだが、同期生の日向もかからは、「なっつ」と呼ばれている。

## 出演
太字はメインキャラクター。

### テレビアニメ
2021年
- IDOLY PRIDE（伊吹渚）

2022年
- 阿波連さんははかれない（2022年 - 2025年、男の子、柔道選手） - 2シリーズ

2024年
- ワンルーム、日当たり普通、天使つき。（女子生徒B）

2025年
- スライム倒して300年、知らないうちにレベルMAXになってました ～そのに～（魔族D、四天王B、MC）

### Webアニメ
- くろりんごときいろいそら(声ありver.)（2022年、生徒D[16][17]）
- ドラゴン娘になりたくないっ!（2025年、ルード・ザーナ[18]）

### ゲーム
- IDOLY PRIDE（2021年、伊吹渚[19]）

### インターネット番組
- DayRe:のRe:Re:Re:Re:Re:カーニバル（2021年 - 、ニコニコ生放送・YouTube）[20]

### PV
- 直木賞作家×YOASOBI『はじめての』プロジェクトPV (2022年3月27日 - 、YouTube）

### デジタルコミック
- アルマギア -Project-（2022年、男の子[21]）
- 三途の川アウトレットパーク（2024年、少年A、少年E[22]）

### 舞台
- LAWSON presents 朗読歌劇アルマギア 〜First Live 2023〜（2023年7月9日、立川ステージガーデン） - 男の子 役ほか[23]

### その他コンテンツ
- 朗読付き電子書籍レーベル YOMIBITO 『時計のない村』（小川未明）（2022年）[24]
- 朗読付き電子書籍レーベル YOMIBITO 『電信柱と妙な男』（小川未明）（2022年）[25]
- 愛天使世紀ウェディングアップル（2025年、武笠蘭[26]）

## ディスコグラフィ

### キャラクターソング
| 発売日         | 商品名                                                  | 歌                                       | 楽曲                                                | 備考                                          |
| -------------- | ------------------------------------------------------- | ---------------------------------------- | --------------------------------------------------- | --------------------------------------------- |
| 2020年5月10日  | Shine Purity〜輝きの純度〜                              | 星見プロダクション                       | 「Shine Purity〜輝きの純度〜」                      | 『IDOLY PRIDE』関連曲                         |
| 2021年2月10日  | IDOLY PRIDE                                             | 星見プロダクション                       | 「IDOLY PRIDE」                                     | テレビアニメ『IDOLY PRIDE』オープニングテーマ |
| 2021年2月10日  | IDOLY PRIDE                                             | 星見プロダクション                       | 「The Sun, Moon and Stars」                         | テレビアニメ『IDOLY PRIDE』エンディングテーマ |
| 2021年2月10日  | IDOLY PRIDE                                             | 星見プロダクション                       | 「サヨナラから始まる物語」                          | 『IDOLY PRIDE』関連曲                         |
| 2021年3月17日  | Daytime Moon                                            | 月のテンペスト                           | 「Daytime Moon」 「月下儚美」                       | 『IDOLY PRIDE』関連曲                         |
| 2021年10月27日 | IDOLY PRIDE Collection Album [奇跡]                     | 星見プロダクション                       | 「Fight oh! MIRAI oh!」                             | 『IDOLY PRIDE』関連曲                         |
| 2021年10月27日 | IDOLY PRIDE Collection Album [奇跡]                     | 月のテンペスト                           | 「恋と花火」                                        | 『IDOLY PRIDE』関連曲                         |
| 2021年12月22日 | IDOLY PRIDE Collection Album [約束]                     | 月のテンペスト                           | 「The One and Only」                                | 『IDOLY PRIDE』関連曲                         |
| 2021年12月22日 | IDOLY PRIDE Collection Album [約束]                     | 星見プロダクション                       | 「Pray for you」                                    | 『IDOLY PRIDE』関連曲                         |
| 2022年6月29日  | それを人は“青春”と呼んだ                                | 長瀬琴乃（橘美來）、伊吹渚（夏目ここな） | 「君がのぞくレンズ」                                | 『IDOLY PRIDE』関連曲                         |
| 2023年2月1日   | IDOLY PRIDE Collection Album [未来]                     | 月のテンペスト                           | 「クリスマスには君と」 「裏と表」                   | 『IDOLY PRIDE』関連曲                         |
| 2023年5月24日  | Gemstones                                               | 星見プロダクション                       | 「Gemstones」                                       | 『IDOLY PRIDE』関連曲                         |
| 2023年12月6日  | Question                                                | 月のテンペスト                           | 「Question」 「全力！絶対！！カウントダウン！！！」 | 『IDOLY PRIDE』関連曲                         |
| 2024年3月20日  | IDOLY PRIDE Collection Album [chronicle]                | 星見プロダクション                       | 「MELODIES」                                        | 『IDOLY PRIDE』関連曲                         |
| 2024年3月20日  | IDOLY PRIDE Collection Album [chronicle]                | 月のテンペスト                           | 「最愛よ君に届け」                                  | 『IDOLY PRIDE』関連曲                         |
| 2024年3月20日  | IDOLY PRIDE Collection Album [chronicle]                | 伊吹渚（夏目ここな）                     | 「欲しいよ」                                        | 『IDOLY PRIDE』関連曲                         |
| 2024年7月10日  | 月ノヒカリ                                              | 月のテンペスト                           | 「月ノヒカリ」 「MELODIES（月のテンペストver.）」   | 『IDOLY PRIDE』関連曲                         |
| 2025年3月19日  | IDOLY PRIDE Collection Album [Resonance]                | 星見プロダクション                       | 「パラダイス！」 「星色のカレイドスコープ」         | 『IDOLY PRIDE』関連曲                         |
| 2025年3月19日  | IDOLY PRIDE Collection Album [Resonance] 初回生産限定盤 | 伊吹渚（夏目ここな）                     | 「星色のカレイドスコープ」                          | 『IDOLY PRIDE』関連曲                         |
| 2025年5月21日  | Colorful×Parallel                                       | Sweet Rouge                              | 「Colorful×Parallel」                               | 『IDOLY PRIDE』関連曲                         |
| 2025年7月9日   | ありがとう to You                                       | 星見オールスターズ                       | 「ありがとう to You」                               | 『IDOLY PRIDE』関連曲                         |

### その他参加作品
| 発売日         | 商品名                                                       | 歌                                               | 楽曲                                          | 備考 |
| -------------- | ------------------------------------------------------------ | ------------------------------------------------ | --------------------------------------------- | ---- |
| 2024年4月28日  | 〜まだ見ぬ青を探して〜時々カルテット                         | 相川奏多、橘美來、夏目ここな、日向もか、宮沢小春 | 「青いリフレイン」 「名もなき青のハルモニア」 |      |
| 2024年12月15日 | カバーズ - Innocent 5 Flowers -                              | 相川奏多、橘美來、夏目ここな、日向もか、宮沢小春 | 「ホントだよ」 「MOON SIGNAL」                |      |
| 2024年12月15日 | カバーズ - Innocent 5 Flowers -                              | 夏目ここな                                       | 「save my world」                             |      |
| 2025年3月19日  | ハニワ曲歌ってみた 〜10th Anniversary 声優コラボレーション〜 | 夏目ここな                                       | 「No.1」                                      |      |